# Benzelius
Benzelius är en prästsläkt som härstammar från Bensbyn i Luleå kommun, från vilken by namnet är bildat. 
Stamfader för släkten Benzelius är bonden och nämndemannen Henrik Jacobsson och hans hustru Margareta Jönsdotter. Henrik Jacobsson ska enligt äldre uppgifter ha varit bördig från Kalix, och hustrun från Luleå. Henrik Jacobsson var född på Hindersön i skärgården utanför Luleå och där han fram till 1629 var bonde innan han hamnade i Bensbyn, antingen genom giftermål eller arv. Hans far Jacob Henriksson avled tidigt och modern Barbro Eriksdotter var senare gift med en bonde från Nederkalix socken. Modern fick i ett tredje äktenskap sonen Olof Persson. Henrik Jacobssons farfar med samma namn var landköpman och bonde på gården på Hindersön, och hans farfars far Jakob Jönsson hade också varit bonde på samma gård. Margareta Jönsdotter var troligen den som hade arvsrätt till gården i Bensbyn, och hon var i så fall dotter till bonden Jöns Larsson där som härstammade från birkarlar.
Henrik Jacobsson och Margareta Jönsdotter fick flera barn. Sonen Jacob var indelt soldat för fadern. Paret hade också minst två döttrar, dottern Anna som med sin ena make övertog gården i Bensbyn, och Mariet eller Margareta som var gift med en knekt i Luleå. Margareta kallades Benzelia i Luleås rådhusrättsprotokoll. En möjlig tredje syster gifte sig med rådmannen Peder Pedersson i Uppsala som uppges vara Margareta Benzelias måg.
Den andre sonen till Henrik Jacobsson och Margareta Jönsdotter var Erik som upptog namnet Benzelius. Han uppfostrades av sin rike och barnlöse halv-farbroder Olof Persson i Uppsala, nämnd ovan, och antog namnet Benzelius efter födelsebyn när han inskrevs på universitetet. Erik Benzelius blev sedermera ärkebiskop. Han var gift med Margareta Odhelia som var dotter till Erik Odhelius och Margaretha Kenicia, dotterdotter till ärkebiskop Petrus Kenicius från Bureätten och som via sitt fäderne, enligt Gabriel Anrep, skulle ha härstammat från gammal Västgötaadel. Paret fick tio barn. Tre söner blev ärkebiskopar, nämligen Erik Benzelius d.y., Jakob Benzelius, och Henrik Benzelius.
De barn som inte inträdde i kyrkan adlades med namnet Benzelstierna. Övriga söner och ättlingar fortfor att använda namnet Benzelius. Erik Benzelius d.y. blev genom sitt äktenskap med biskop Jesper Svedbergs dotter Anna Swedenborg svåger med Emanuel Swedenborg. Deras son Carl Jesper Benzelius blev biskop, dottern Ulrika gifte sig med biskop Petrus Filenius, och alla deras söner upptogs på Benzelstiernas namn på Riddarhuset. Jakob Benzelius blev i sitt äktenskap med Katarina Edenberg far till Margareta Benzelstjerna som är stammoder till adelsätten von Engeström, samt till statssekreteraren Mattias Benzelstierna. Henrik Benzelius gifte sig med Emerentia Rudenschöld, dotter till Torsten Rudeen.
Dottern Margareta gifte sig med professorn Olaus Nezelius, och dottern Kristina blev stammoder till adelsätten Bergenskjöld.